# 汤永贵
汤永贵（1942年7月30日—2011年8月5日），上海人，祖籍江苏金坛，中华人民共和国政治人物、外交官。

## 生平
1965年，毕业于北京外国语学院西班牙语系，进入外交部翻译队工作。1970年起，先后在驻赤道几内亚大使馆、外交部翻译室、外交部美洲大洋洲司工作。1984年，任驻阿根廷大使馆一等秘书，后升任参赞。1987年4月，出任中华人民共和国驻古巴大使。1990年，任外交部拉丁美洲和加勒比司副司长。1992年12月，出任中华人民共和国驻阿根廷大使。1998年3月，出任中华人民共和国驻西班牙大使兼驻安道尔大使。2002年12月，自驻西班牙大使离任。
2011年8月5日，在北京去世。

## 家庭
已婚，有两女。